# Jerry Pettis

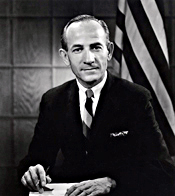
Jerry Pettis

Jerry Lyle Pettis (* 18. Juli 1916 in Phoenix, Arizona; † 14. Februar 1975 bei Banning, Kalifornien) war ein US-amerikanischer Politiker. Zwischen 1967 und 1975 vertrat er den Bundesstaat Kalifornien im US-Repräsentantenhaus.

## Leben
Jerry Pettis besuchte öffentliche Schulen in Arizona und Kalifornien sowie bis 1938 das Pacific Union College in Angwin. Anschließend studierte er an der University of Southern California und der University of Denver in Colorado. Danach betätigte er sich als privater Geschäftsmann in Kalifornien. Unter anderem gründete er eine Beraterfirma für die Radio-, TV- und Filmbranche. Für die Firma Colorado Wing CAP war er nach entsprechender Ausbildung Fluglehrer sowie Flug- und Rettungspilot. Während des Zweiten Weltkrieges war er zwischen 1942 und 1946 Pilot im Fliegerkorps der US Army. Dabei war er im pazifischen Raum für Transportflüge eingesetzt. Nach dem Krieg arbeitete Pettis unter anderem für die Loma Linda University. Außerdem war er Vorstandsassistent bei United Airlines. In Pauma Valley betrieb er zusätzlich eine Ranch. Gleichzeitig schlug er als Mitglied der Republikanischen Partei eine politische Laufbahn ein.
Bei den Kongresswahlen des Jahres 1966 wurde Pettis im 33. Wahlbezirk von Kalifornien in das US-Repräsentantenhaus in Washington, D.C. gewählt, wo er am 3. Januar 1967 die Nachfolge von Kenneth W. Dyal antrat. Nach vier Wiederwahlen konnte er bis zu seinem Tod am 14. Februar 1975 im Kongress verbleiben. Seit dem 3. Januar 1975 vertrat er dort als Nachfolger von Yvonne Brathwaite Burke den 37. Distrikt seines Staates. In seine Zeit als Kongressabgeordneter fielen unter anderem der Vietnamkrieg, die Watergate-Affäre und das Ende der Bürgerrechtsbewegung. Jerry Pettis starb bei einem Flugzeugabsturz nahe Banning. Sein Abgeordnetenmandat fiel nach einer Sonderwahl an seine Witwe Shirley Neil Pettis.